# São Cristóvão (caravela)
A São Cristóvão foi uma caravela portuguesa da esquadra de Bartolomeu Dias aquando a dobragem do Cabo da Boa Esperança (até lá Cabo das Tormentas) em 1488.

## História
Foi construída na Ribeira das Naus em Lisboa, e a sua capitania foi dada a Bartolomeu Dias por D. João II, com o propósito de investigar a verdadeira extensão para sul das costas do continente africano, para avaliar a possibilidade de um caminho marítimo para a Índia.
Foi comandada por Bartolomeu Dias na passagem do Cabo das Tormentas em 1488, numa armada que consistia em duas caravelas e uma naveta: São Cristóvão (comandada por Bartolomeu Dias), São Pantaleão (comandada por João Infante) e uma naveta de nome desconhecido (comandada por Diogo Dias).
A 9 de março de 1500, partia para a Índia a Segunda Armada Portuguesa da Índia, comandada por Pedro Álvares Cabral em que fazia parte a caravela São Cristóvão comandada por Bartolomeu Dias.
A 29 de maio de 1500, perto do Cabo da Boa Esperança, durante uma tempestade, a caravela foi danificada e naufragou juntamente com a tripulação e o capitão Bartolomeu Dias, que morreu.

## Características
As informações detalhadas desta caravela especificamente são muito escassas, logo toda a informação disponível é reduzida.
- Possuía uma guarnição padrão de pelo menos 121 homens e era composta por 4 bocas de fogo.
- Tinha uma boca de 7 metros e um calado de 3 metros. O seu comprimento era de 25 metros e o seu deslocamento de 50 toneladas.
- Tinha uma velocidade média de 10 nós no entanto poderia atingir os 15 nós (como as caravelas do seu tempo).